# Danthonia intermedia
Danthonia intermedia är en gräsart som beskrevs av George Vasey. Danthonia intermedia ingår i släktet knägrässläktet, och familjen gräs. Utöver nominatformen finns också underarten D. i. riabuschinskii.